# Медадеду
Медадеду (итал. Medadeddu) је насеље у Италији у округу Карбонија-Иглесијас, региону Сардинија.
Према процени из 2011. у насељу је живело 394 становника. Насеље се налази на надморској висини од 97 м.